# Трудова прокуратура на Бразилия
Трудовата прокуратура на Бразилия (на португалски: Ministério Público do Trabalho (MPT), буквално: Обществено министерство на труда) е един от съставните дялове на Прокуратурата на Съюза, която включва още Федералната прокуратура, Военната прокуратура и Прокуратурата на Федералния окръг и териториите. Заедно, Прокуратурата на Съюза и прокуратурите на отделните щати формират единната Прокуратура на Бразилия.
Основната цел, на която се подчинява дейността на Трудовата прокуратура на Бразилия, е защитата и съхраняването на колективните и индивидуалните трудови права, предоставени и гарантирани на бразилските граждани от констутуцията и трудовото законодателство на страната.
Трудовата прокуратура на Бразилия е независим орган, който притежава юрисдикция върху цялата територия на страната. Неин ръководител е главният прокурор на труда, който се назначава от главния прокурор на Бразилия.

## Състав
Членовете на Трудовата прокуратура на Бразилия, наричани най-общо прокурори на труда, се поделят на три ранга в зависимост от функциите си и инстанциите, пред които пледират. Т.нар. главни субпрокурори на труда (Subprocuradores-Gerais do Trabalho) пледират пред Висшия съд на труда. Рангът на регионалните прокурори на труда (Procuradores do Trabalho) обединява членове на Трудовата прокуратура, които пледират пред регионалните трудови съдилища в Бразилия. Най-ниско ниво в ранговата система на Трудовата прокуратура заемат прокурорите на труда (Procuradores do Trabalho), пледиращи в процеси от компетенцията на първоинстанционните трудови съдилища.

## Структура
Структурата и организацията на Трудовата прокуратура е определена в Допълнителен закон No.75 от 20 май 1993 за устройството на Прокуратурата на Съюза. Според него Органи на Трудовата прокуратура са:
- главният прокурор на труда;
- Колегията на прокурорите на труда.
- Висшият съвет на Трудовата прокуратура (Conselho Superior do Ministério Público do Trabalho);
- Камарата за координация и ревизия на Трудовата прокуратура (Câmara de Coordenação e Revisão do Ministério Público do Trabalho);
- Корежедорията на Трудовата прокуратура (Corregedoria do Ministério Público do Trabalho);
- главните субпрокурори на труда;
- регионалните прокурори на труда;
- прокурорите на труда.

Ръководството на Трудовата прокуратурата се осъществява от главен прокурор на труда, който се назначава от главния прокурор на Бразилия за срок от две години измежду листа с трима кандидати, изготвена от Колегията на прокурорите на труда. Главният прокурор на труда може да бъде преназначен за втори двугодишен мандат, при условие че бъде спазена основната процедура, предвидена от закона, т.е. ако името му попадне още веднъж в списъка с кандидати, предложен на главния прокурор на Бразилия. Кандидатите за главен прокурор на труда трябва да са на възраст над 35 години и да имат най-малко пет години стаж в системата на прокуратурата. Законът предвижда при невъзможност да се предложат кандидати с петгодишен стаж, то тогава да се предложат кандидати за главен трудов прокурор с минимум две години стаж в системата на Трудовата прокуратура. Мандатът на главния прокурор на труда може да бъде прекратен преждевременно от главния прокурор на Бразилия след предложение на Висшия съвет, взето след тайно гласуване с одобрението на две трети от състава на Висшия съвет.
Колегията на трудовите прокурори включва всички членове на Трудовата прокуратура и се председателства от главния прокурор на труда. Основните ѝ функции са да номинира трима членове на Трудовата прокуратура за кандидати за длъжността Главен прокурор на труда, да номинира членове на Трудовата прокуратура, които да попълнят съставите на Висшия съд на труда и на регионалните съдилища на труда от квотата на прокуратурата, да избира четирима субпрокурори за членовете на Висшия съвет на Трудовата прокуратура и да се произнася по въпроси, касаещи Трудовата прокуратура.
Висшият съвет на Трудовата прокуратура включва главния прокурор на труда, вице главния прокурор на труда и в още осем осем членове на прокуратурата – всички главни субпрокурори на труда, избрани на квотен принцип за срок от две години. Висшият съвет е орган, който изпълнява широки регулаторни, контролни и нормативни функции, касаещи критериите за назначение и кариерно развитие на членовете на Трудовата прокуратура, както и такива, касаещи дейността на различните административни звена на прокуратурата. Висшият съвет налага или одобрява дисциплинарни наказания на членове на прокуратурата; изисква или одобрява временно или постоянно отстраняване от длъжност на членове на прокуратурата и назначава дисциплинарни комисии, разследващи членове на прокуратурата; изготвя списък с трима главни субпрокурои на труда- кандидати за длъжността Главен корежедор на Трудовата прокуратура; попълва състава на различните технически и административни звена на прокуратурата и др.
Камарата за координация и ревизия на Трудовата прокуратура е орган, който осигурява координация, единство и проверка на функциите на прокуратурата. Камарата за координация и ревизия се състои от трима членове на прокуратурата, като един от членовете се назначава от главния прокурор на труда, а двама се избират от Висшия съвет на Трудовата прокуратура. Мандатът на членовете на камарата е двугодишен. Главният прокурор на труда определя един от членовете на камарата за изпълняващ длъжността Координатор, а Висшият съвет изготвя правилник за дейността на камарата. Камарата осигурява интегритета на дейността на органите на прокуратурата, съблюдавайки принципа за функционална независимост. Камарата поддържа сътрудничество с други държавни органи или институции, които извършват дейност в сферите от нейната компетенция. Камарата за координация и ревизия подсигурява останалите органи на прокуратурата с правно-техническа информация. Камарата одобрява съхраняването и архивирането на цялата или на части от информацията, събрана в хода на различните разследвания, или определя други органи на прокуратурата, които да извършват тази дейност, и се произнася относно архивирането на информацията, събрана в хода на различните разследвания. Камарата се произнася и по случаите на спорове за компетенция между различните органи на прокуратурата.
Корежедорията на Трудовата прокуратура е орган, който контролира дейността и поведението на членовете на прокуратурата. Представлява вътрешен отдел, който се ръководи от главен корежедор, чийто мандат е двугодишен и може да бъде подновен веднъж. Главният корежедор се назначава от главния прокурор на труда измежду кандидатите, предложени от Висшия съвет. Главният корежедор има право да участва без право на глас в заседанията на Висшия съвет. Той извършва ex oficio, по искане на главния прокурор или по искане на Висшия съвет разследвания или налагане на корективни мерки, резултатите от които се представят в съответни доклади. Главният корежедор започва разследвания срещу членове на прокуратурата и предлага на Висшия съвет откриване на последваща административна процедура срещу тях. Главният корежедор има право да извършва атестации на членовете на прокуратурата и да предлага на Висшия съвет отстраняването на онези от тях, които не са преминали успешно атестациите си.